# Pappelau
Pappelau ist ein Stadtteil von Blaubeuren im Alb-Donau-Kreis in Baden-Württemberg. Im Zuge der Gemeindegebietsreform in Baden-Württemberg wurde am 1. Januar 1975 die Gemeinde Pappelau mit dem Ortsteil Sotzenhausen zu Blaubeuren eingemeindet.
Das Dorf liegt circa fünf Kilometer südlich von Blaubeuren.

## Geschichte
Pappelau wird erstmals 1275 überliefert. Auf der 1469 erwähnten Burg lebten die Myl von Pappelau, wappengleich und eng versippt mit den Fleck zu Schmiechen. Rüdiger Myl verkaufte mit seinem Schwiegersohn Hans Spät 1468 Burg und Dorf samt Gericht und Kirchensatz an Graf Ulrich von Württemberg, dieser verkaufte 1469 an Georg Ehinger, von dem der Ort 1471 an das Spital in Blaubeuren kam. 
Herzog Ulrich zog das Dorf 1537 durch den sogenannten Visitationsbrief ein. Es unterstand danach dem Amt bzw. Oberamt Blaubeuren.  

## Sehenswürdigkeiten
- Evangelische Pfarrkirche Unsere Liebe Frau
- Halle am Schindervasen